# Downton Lake
Downton Lake är en sjö i Kanada.   Den ligger i provinsen British Columbia, i den sydvästra delen av landet, 3 500 km väster om huvudstaden Ottawa. Downton Lake ligger 736 meter över havet. Arean är 22,5 kvadratkilometer. Den sträcker sig 4,5 kilometer i nord-sydlig riktning, och 21,9 kilometer i öst-västlig riktning.
Trakten runt Downton Lake består i huvudsak av gräsmarker. Trakten runt Downton Lake är nära nog obefolkad, med mindre än två invånare per kvadratkilometer.